# Sanjeev Bhaskar
Sanjeev Bhaskar, OBE (Londres, 31 de outubro de 1963) é um comediante, ator e apresentador britânico, mais conhecido por seu trabalho na série de comédia Valha-me Deus da BBC Two e do seriado The Kumars at No. 42. Ele também participou das séries The Indian Doctor e estrelou como Sunny Khan em Unforgotten. Bhaskar é atualmente o Chanceler da Universidade de Sussex.
Em 2003, ele foi listado no The Guardian como um das "50 pessoas mais engraçadas da Grã-Bretanha". Em 2006, Bhaskar foi homenageado com a Ordem do Império Britânico.

## Filmografia

### Cinema
| Ano  | Título                                   | Personagem                   | Nota(s)              |
| ---- | ---------------------------------------- | ---------------------------- | -------------------- |
| 1998 | The Dance of Shiva                       | Sergento Bakshi              | Curta-metragem       |
| 1999 | Notting Hill                             | Homem alto no restaurante    |                      |
| 2001 | Inferno                                  | Jaz                          |                      |
| 2002 | Anita and Me                             | Mr. Kumar                    |                      |
| 2006 | Scoop                                    | Poker Players                | como Sanjeev Bhasker |
| 2007 | Jhoom Barabar Jhoom                      | Shopkeeper                   |                      |
| 2010 | It's a Wonderful Afterlife               | Mr. Bhatti the Curry Man     |                      |
| 2010 | Not the Messiah: He's a Very Naughty Boy | Mountie                      |                      |
| 2010 | Jackboots on Whitehall                   | Rupee, Old Gil, King (vozes) |                      |
| 2010 | London Boulevard                         | Dr. Sanji Raju               |                      |
| 2011 | Arthur Christmas                         | Lead Elf (voz)               |                      |
| 2015 | Absolutely Anything                      | Ray                          |                      |
| 2016 | Thunderbirds 1965                        | Ele mesmo                    | Documentário         |
| 2017 | Paddington 2                             | Dr. Jafri                    |                      |
| 2019 | Dragon Rider                             |                              | filmando             |

### Televisão
| Ano           | Título                                           | Personagem               | Nota(s)                                                          |
| ------------- | ------------------------------------------------ | ------------------------ | ---------------------------------------------------------------- |
| 1996          | Bollywood or Bust                                | Ele mesmo (apresentador) | 2 episódios                                                      |
| 1998-2015     | Goodness Gracious Me                             | Vários                   | 21 episódios                                                     |
| 1999-2001     | Small Potatoes                                   | Rick Roy                 | 13 episódios                                                     |
| 2001-2006     | The Kumars at No. 42                             | Sanjeev Kumar            | Papel principal 53 episódios                                     |
| 2002          | Dalziel and Pascoe                               | Graham Shah              | Episódio: "Mens Sana"                                            |
| 2005-2008     | The New Paul O'Grady Show                        | Ele mesmo                | 2 episódios                                                      |
| 2007-2008     | Mumbai Calling                                   | Kenny Gupta              | 8 episódios                                                      |
| 2009          | Natural World                                    | Narrador                 | Série documental Episódio: "Man-eating Tigers of the Sundarbans" |
| 2010-2013     | The Indian Doctor                                | Dr. Prem Sharma          | 15 episódios                                                     |
| 2014          | Midsomer Murders                                 | Armand Stone             | Episódio: "The Killings of Copenhagen"                           |
| 2014          | The Kumars                                       | Sanjeev Kumar            | 6 episódios                                                      |
| 2014          | Doctor Who                                       | Coronel Ahmed            | Episódio: "Death in Heaven"                                      |
| 2015          | Drunk History                                    | Robert Baden-Powell      | Episódio: #1.8                                                   |
| 2015          | Bollywood and Beyond: A Century of Indian Cinema | Ele mesmo (apresentador) | Telefilme                                                        |
| 2015          | Horrible Histories                               | Vários personagens       | Episódio: "Naughty Napoleon Special"                             |
| 2016          | Thunderbirds Are Go                              | Ethan Sullivan (voz)     | Episódio: "City Under the Sea"                                   |
| 2018-presente | Thomas & Friends                                 | Shankar (voz)            | Versões britânica e estadunidense                                |